# Congregación Taracuán
Congregación Taracuán är en ort i Mexiko.   Den ligger i kommunen Papantla och delstaten Veracruz, i den sydöstra delen av landet, 230 km nordost om huvudstaden Mexico City. Congregación Taracuán ligger 68 meter över havet och antalet invånare är 416.
Terrängen runt Congregación Taracuán är platt åt nordväst, men åt sydost är den kuperad. Runt Congregación Taracuán är det ganska tätbefolkat, med 179 invånare per kvadratkilometer. Närmaste större samhälle är Papantla de Olarte, 11,4 km sydväst om Congregación Taracuán. Omgivningarna runt Congregación Taracuán är huvudsakligen savann.